# 提尼亞

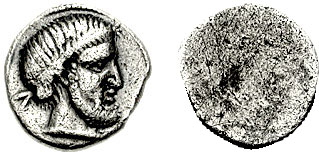
伊特鲁里亚阿斯（一種硬幣）上的提尼亞

提尼亞（Tinia，又做、或）是伊特魯里亞神話中最高位階的天神，等同於罗马神话中的朱庇特和希腊神话中的宙斯。 他是塔爾納或乌尼的丈夫與赫丘勒的父親。
伊特鲁里亚人信仰九位能投擲雷電的大神，這些大神被古罗马人稱為「Novensiles」。雷電共分為11種，其中提尼亞作為最高的雷神，能夠揮舞其中的三種。提尼亞也屬於包括梅恩瓦和乌尼在內的強大“三位一體”的一部分，並在每個伊特鲁里亚城市皆有神殿祭祀。提尼亞的形象有時是坐著且有鬍子，有時則是站著但沒有鬍子。在符号象徵上，提尼亞有著雷電和力量之杖，一旁常有鵰的陪伴，他的頭部也常戴著常春藤花圈。
一些可能為提尼亞的稱號被記錄在皮亞琴察之肝（一個祭祀用青銅製肝臟模型）上。這些銘文被解讀為「Tin Cilens」、「Tin Θuf」和「Tinś Θne」。它們的意義有許多種解釋，然而由於人們對伊特拉斯坎語所知甚少，其翻譯尚未有任何學術上的共識。

## 銘文
提尼亞出現在許多銘文上，包含：
- 基里克斯杯，由奧特斯（英语：Oltos）（約公元前500年）繪製：

|  | Itun turuce venel atelinas Tinas cliniiaras. |

即：
|  | 這將Venel Atelinas給予了提尼亞（Tin）的兒子:100。 |

- 青銅製的阿雷佐的喀迈拉：

|  | Tinscvil |

即：
|  | 給提尼亞的禮物。 |